# Kazbek
Kazbek (gruz. მყინვარწვერი, Mkinwarcweri; ros. Казбек, Kazbiek; oset. Сæна, Sæna, Хъазыбег, Qazybeg, Чырыстийы цъупп, Čyrystijy c’upp), jeden z najwyższych szczytów Kaukazu na granicy Gruzji z Rosją (Republika Północną Osetią-Alanią) o wysokości 5054 m n.p.m., położony we wschodniej części centralnego Kaukazu.
Kazbek leży w Paśmie Bocznym Wielkiego Kaukazu, podobnie jak Elbrus (5642 m n.p.m.) oraz Tebulosmta (4492 m n.p.m.). Jest drzemiącym wulkanem, zbudowanym z law trachitowych. Ostatnie erupcje miały miejsce około 6 tys. lat temu. Pozostałością działalności wulkanicznej są dziś wyziewy gorących gazów na północnych stokach góry (solfatary). Przypuszczalnie, zerwanie się Lodowca Kołka w 2002 roku było spowodowane przez wyrzut znacznych ilości tego typu gorących gazów bogatych w związki siarki. Ze stoków Kazbeka spływają liczne lodowce o łącznej powierzchni 135 km². Po stronie gruzińskiej znajduje się lodowiec Gergeti, zwany również Ordzweri.
Około 10 kilometrów na wschód od szczytu biegnie Gruzińska Droga Wojenna oraz leży miasto Stepancminda (do 2006 Kazbegi). 
Pierwszego wejścia dokonali w 1868 roku angielscy alpiniści Douglas W. Freshfield, A.W. Moore i C. Tucker z francuskim przewodnikiem górskim z Chamonix F. Devouassoud. Sezon wspinaczkowy trwa od maja lub czerwca do pierwszej połowy października. Z uwagi na znaczne nachylenie stoków (nawet do 60 stopni) Kazbek jest górą znacznie trudniejszą niż popularny Elbrus. W lutym 2006 roku na Kazbeku zginęli dwaj polscy księża-alpiniści, Dariusz Sańko i Szymon Klimaszewski.

## Stały dyżur ratowniczy
Od 2017 r. w bazie Meteo (Betlemi Hut) na wysokości 3653 m n.p.m. w sezonie od czerwca do września utrzymywany jest stały dyżur ratowniczy złożony z polskich wolontariuszy. Przedsięwzięcie to działa pod nazwą Bezpieczny Kazbek i jest realizowane przez fundację Medyk Rescue Team. Ratownicy biorą udział w akcjach ratownictwa górskiego, udzielają pomocy medycznej i służą radą wspinaczom. Projekt działa za sprawą jego uczestników i fundacji jedynie przy częściowym wsparciu sponsorów; prowadzone są też zbiórki funduszy od indywidualnych darczyńców. 